# Taiyaki
Taiyaki (鯛焼き havbrasen-bagværk) er japansk bagværk med form som en fisk, der bages på en bradeplade med fiskeformer. De er traditionelt fyldt med anko, en sød paste af røde bønner, men en variant fyldt med vaniljecreme er også meget populær. Der findes også andre slags fyld som for eksempel matchacreme (creme med grøn te), chokaladecreme med flere.
Lignende retter er oyaki og imagawayaki.